# Alexandre Bras-de-Fer
Alexandre Bras-de-Fer (tradotto dal francese: Alessandro "Braccio di ferro"; fl. XVII secolo) è stato un pirata francese, attivo nel Mar dei Caraibi nella seconda metà del XVII secolo..

## Carriera
Ben poco si sa della vita e della carriera di Alexandre Bras-de-Fer. Era un contemporaneo del famigerato bucaniere francese François l'Olonnais, ma mentre questi divenne temuto per le azioni che organizzò in società con altre bande di pirati, riunendo interi convogli, Bras-de-Fer pare preferisse agire da solo, andando all'abbordaggio di velieri mercantili con una singola nave piccola e veloce e pochi uomini fidati.
L'impresa che lo rese famoso fu compiuta dopo che la sua nave, la Fenice, fu catturata in una tromba d'aria nei pressi delle Bocche del Drago, al largo delle coste dell'odierno Venezuela, ed esplose allorché una scintilla colpì accidentalmente la santabarbara. Bras-de-Fer riuscì a raggiungere la spiaggia con una ventina di superstiti della sua ciurma, trovandosi però ben presto minacciati da indiani ostili. I pirati avvistarono fortunosamente un gruppetto di marinai spagnoli, approdati per fare rifornimenti di acqua potabile, e li attirarono in un'imboscata, li uccisero e rubarono i loro vestiti. Così camuffati i pirati raggiunsero la nave degli ignari spagnoli, si fecero issare a bordo e indi li colsero di sorpresa e si impadronirono dell'imbarcazione. Il capitano spagnolo fu ucciso in duello da Bras-de-Fer e il resto della sua ciurma fu abbandonato a terra. Infine i pirati tornarono al proprio covo con la nave e il ricco carico a bordo.

## Fonti
L'unica fonte che attesta l'esistenza e le imprese di Alexandre Bras-de-Fer è De Americaensche Zee-Rovers (1678), opera dello scrittore (e pirata) francese Alexandre Olivier Exquemelin, sui filibustieri e bucanieri del Nuovo Mondo. Bras-de-Fer tuttavia non compare nell'edizione originale dell'opera, pubblicata in lingua olandese, bensì nella sua traduzione francese, che contiene molte modifiche, con omissioni ed aggiunte di interi capitoli per volontà dell'editore, Sieur de Frontignières.